# Ludwik XIV
Ludwik XIV Wielki (fr. Louis XIV, Louis le Grand), zwany też Królem Słońce (fr. le Roi-Soleil) (ur. 5 września 1638 w Saint-Germain-en-Laye, zm. 1 września 1715 w Wersalu) – król Francji i Nawarry w latach 1643–1715, syn Ludwika XIII, z dynastii Burbonów.
Gdy zmarł Ludwik XIII Sprawiedliwy, jego syn i następca liczył sobie 4 lata i 8 miesięcy. Do czasu osiągnięcia 13. roku życia rządy sprawowali jego matka Anna Austriaczka i Włoch – pierwszy minister Jules Mazarin. Mazarin kontynuował politykę imperialistyczną władzy centralnej. Między innymi rozwiązał parlament paryski (pełniący funkcje sądowe i brał udział w prawodawstwie). Fronda (bunt) zwolenników parlamentu, występujących zwłaszcza za zwiększeniem udziału mieszczaństwa w życiu politycznym, a przeciwko dominacji króla, została bezwzględnie stłumiona przy użyciu wojska.

## Samodzielne rządy

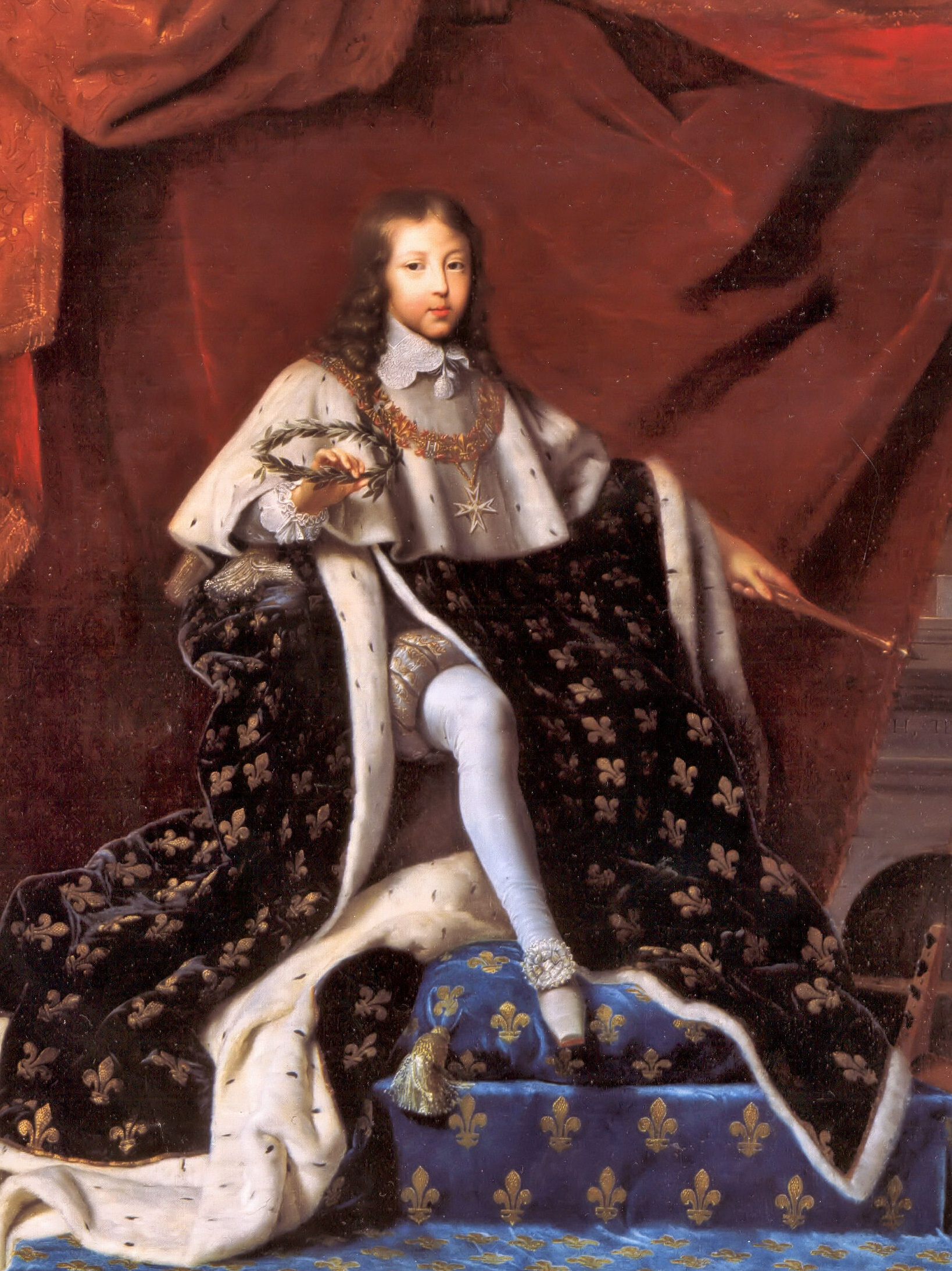
Ludwik XIV podczas koronacji

Faktycznie Ludwik XIV przejął samodzielne rządy dopiero w wieku 22 lat, po śmierci Mazarina w 1661. Przygotował się do nich starannie i już w pierwszym roku swego panowania wydał 14 edyktów, zapoczątkowując szerokie i wszechstronne reformy we Francji. Obejmowały one prawodawstwo, finanse, gospodarkę, nowy podział administracyjny kraju, wojsko, porządki publiczne, podatki, cła i inne. Skodyfikowano prawo sądowe, opracowując tzw. wielkie ordonanse: postępowania cywilnego, karnego, prawa handlowego i marynarki. Dwa pierwsze złożyły się na  Kodeks Ludwika XIV. Wszystkie miały na celu umocnienie potęgi i roli państwa oraz władzy absolutnej. Ludwik XIV chciał sam rządzić i decydować o wszystkim, co się działo w królestwie. Swój kult władzy budował także na wystawności i bogactwie dworu królewskiego oraz na organizowaniu licznych festynów, widowisk i przedstawień teatralnych, sławiących monarchę i jego czyny. Malowidła Charlesa Le Bruna są wyjątkowym obrazem panowania Ludwika XIV od 1661 do 1678, co zresztą nie jest oderwane od rzeczywistości: Ludwikowi XIV przypisuje się stwierdzenie „Państwo to ja” lub określa się go jako „Króla-Słońce”. Królem słońce nazywano go nie do końca dlatego, że był wielkim monarchą, ale ponieważ lubił się tak przedstawiać oraz kazał wybijać monety ze swoim wizerunkiem na tle słońca.
Ludwik XIV otaczał się urzędnikami pochodzącymi najczęściej z jego rodziny, co nie wykluczało ich zdolności oraz umiejętności zarządzania. Król wspierał też rozwój kultury, nauki i sztuki. W okresie jego panowania powstało wiele monumentalnych budowli, realizowanych w stylu dojrzałego baroku. Głównym z nich jest zespół pałacowo-ogrodowy w Wersalu, będący siedzibą dworu królewskiego.
Ludwik XIV nie był władcą tolerancyjnym. W 1685 anulował edykt nantejski z 1598 o równouprawnieniu innowierców. Związana z tym fala represji spowodowała emigrację ponad 200 tys. hugenotów i odbiła się negatywnie na gospodarce kraju i na stosunkach politycznych z państwami protestanckimi Europy. Między innymi państwa niemieckie Rzeszy odmówiły współdziałania z Francją w jej konfliktach z katolickimi Habsburgami.

## Pierwsze podboje

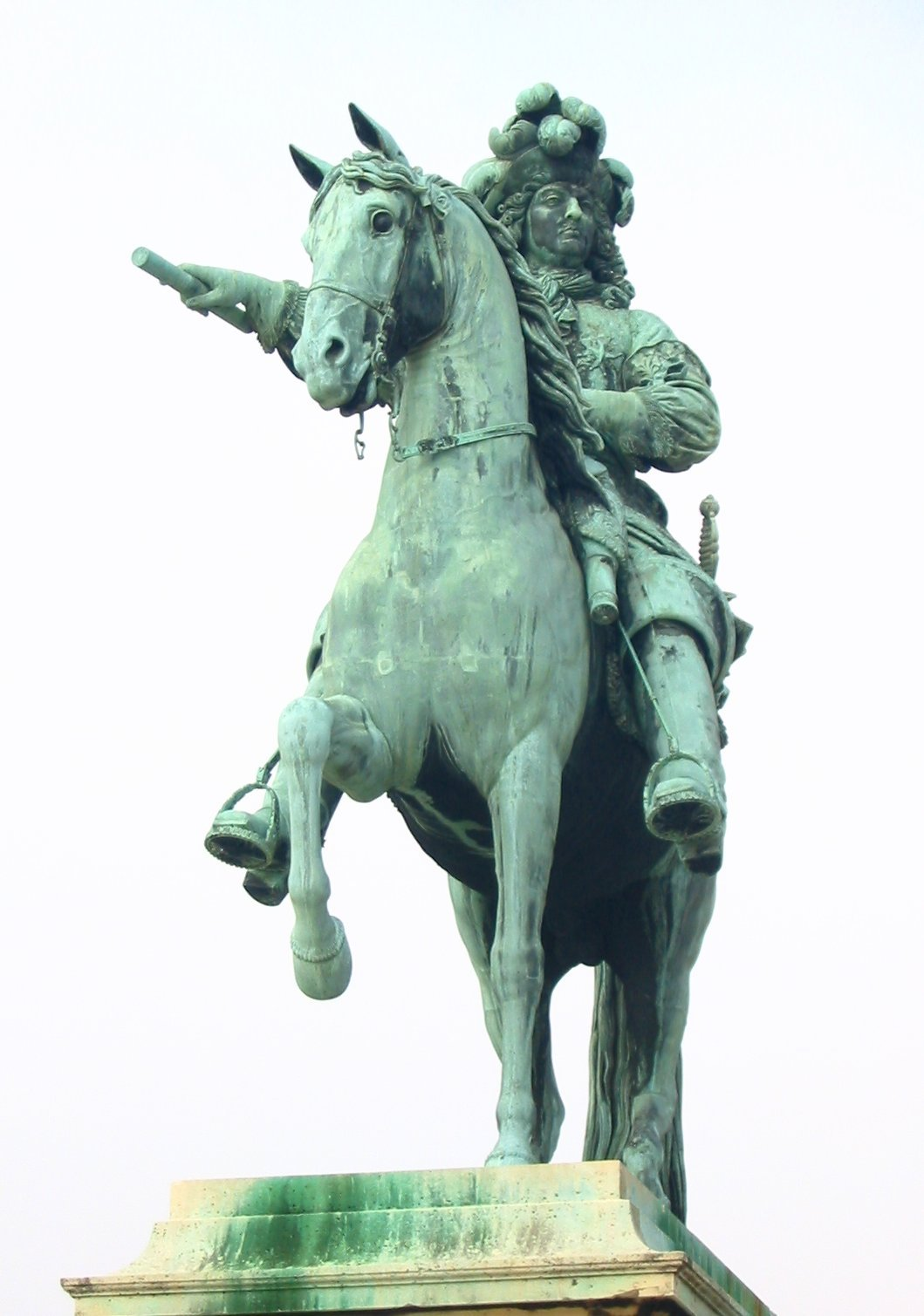
Pomnik Ludwika XIV na dziedzińcu pałacu w Wersalu

Za panowania Ludwika XIV Francja prowadziła liczne wojny, w wyniku których znacznie powiększyło się jej terytorium. Gdy wstępował na tron, trwała jeszcze wojna trzydziestoletnia, w ramach której Francja walczyła z Hiszpanią, Austrią i częścią mniejszych państw niemieckich (m.in. z Bawarią). Walki na terenie Niemiec zakończył pokój westfalski, na mocy którego Francja anektowała austriackie posiadłości w Górnej Alzacji oraz twierdze Breisach i Philippsburg na prawym brzegu Renu (na obszarze historycznej krainy Badenii). Wojna z Hiszpanią trwała natomiast ze zmiennym szczęściem jeszcze do 1659 r; mimo niepowodzeń na niektórych frontach (głównie w Katalonii, gdzie Hiszpanom udało się stłumić wspierane przez Francuzów powstanie) ostatecznie Francja osiągnęła przewagę i na mocy kończącego wojnę pokoju pirenejskiego uzyskała Roussillon, Artois bez Aire i Saint-Omer, kilka fortec we Flandrii, Hainaut i Luksemburgu (m.in. Thionville). W 1662 Ludwik XIV odkupił od Anglii Dunkierkę.
W 1667 r. powołując się na prawa swej żony, Marii Teresy Hiszpańskiej, do tronu hiszpańskiego, Ludwik rozpoczął tzw. wojnę dewolucyjną z Hiszpanią. W jej toku wojska francuskie zajęły część Niderlandów Hiszpańskich, a w 1668, okupowały Franche-Comté. Jednak w tym samym 1668 Holandia, Anglia i Szwecja zawarły układ w Hadze, by wspólnie wymusić na Ludwiku XIV zgodę na ich mediację w sporze z Hiszpanią. Kończący wojnę pokój w Akwizgranie przyznawał Francji część zdobyczy w Niderlandach (m.in. Lille, Courtrai, Tournai, Audenarde (fr. Oudenaarde) i Charleroi), ale zmuszał też do zwrócenia Hiszpanii reszty zajętych terenów, w tym Franche-Comté. Jednak w wyniku zawartego pokoju rozpadła się koalicja haska, co Ludwik XIV wykorzystał do zmontowania koalicji przeciwko Holandii; zawarł antyholenderski sojusz z królem angielskim Karolem II, zapewnił sobie neutralność państw niemieckich, a w 1670 zajął Lotaryngię, której władca Karol IV prowadził antyfrancuską politykę.

## Szczyt potęgi

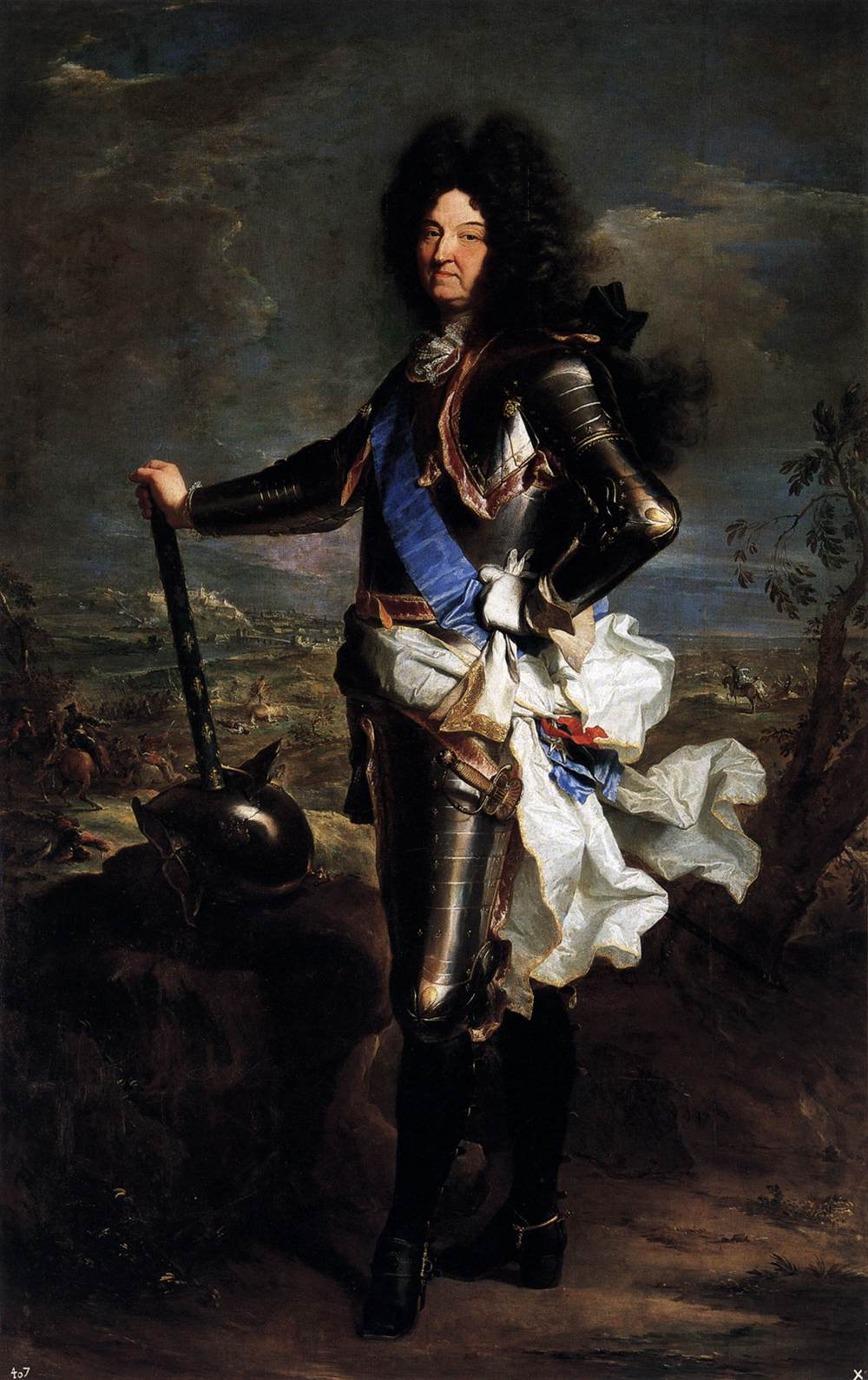
Ludwik XIV w zbroi

Francuska ekspansja terytorialna w latach 1552–1798

W 1672 wybuchła wojna francusko-holenderska. Silna armia francuska dokonała inwazji na terytorium holenderskie, zaś flota sprzymierzonej z Ludwikiem XIV Anglii zaatakowała Holandię od strony morza. Jednak niedostatecznie szybkie działania wojsk francuskich umożliwiły przejęcie władzy w Holandii przez Wilhelma Orańskiego, otwarcie śluz i zalanie dużych obszarów Holandii, co zatrzymało pochód wojsk francuskich. Wkrótce też Francuzi zostali zmuszeni do wycofania się z terytorium Holandii, gdy do wojny przeciw Ludwikowi XIV przystąpiła Brandenburgia, cesarz Leopold I i Hiszpania; w dodatku w wyniku klęsk w starciach z flotą holenderską, w 1674 pokój z Holandią zawarł sojusznik Ludwika – król Anglii Karol II. Mimo początkowego osamotnienia (nieco później udało się Ludwikowi nakłonić króla Szwecji Karola XI do przystąpienia do wojny po stronie Francji) w starciu z szeroką koalicją, wojna toczyła się pomyślnie dla Francji. W 1673 wojska francuskie zdobyły twierdzę Maastricht, a w roku następnym opanowały Franche-Comté oraz powstrzymały podejmowane przez koalicję próby inwazji na Francję w zwycięskich bitwach pod Seneffe, Entzheim i Miluzą. W kolejnych latach wojny Francuzi odnieśli też zwycięstwa pod Turckheim (1675) i pod Cassel (1677), zdobyli też szereg twierdz w południowej części Niderlandów Hiszpańskich. Z kolei wojskom cesarskim udało się jednak w 1676 zdobyć Philippsburg.
W toku wojny flota francuska na Morzu Śródziemnym wsparła sycylijskich powstańców z Mesyny, występujących przeciw hiszpańskim rządom na Sycylii. W 1676 na wodach sycylijskich Francuzi stoczyli bitwy morskie z flotą hiszpańsko-holenderską pod Stromboli i pod Augustą. W wyniku ran odniesionych w tej drugiej bitwie zmarł wybitny holenderski admirał Michiel de Ruyter, a miesiąc po jego śmierci Francuzi odnieśli zwycięstwo nad flotą sprzymierzonych pod Palermo.
W 1678 wojska francuskie zdobyły Gandawę, a Ludwik XIV wykorzystał ten sukces, by wywrzeć nacisk na sprzymierzonych, aby ci zgodzili się zawrzeć pokój. Ostatecznie w latach 1678–1679 Ludwik XIV w Nijmegen zawarł osobne traktaty pokojowe z Holandią, Hiszpanią i cesarzem Leopoldem I. Na ich mocy zyskiwał hiszpańskie Franche-Comté i liczne fortece w południowych Niderlandach (m.in. Cambrai, Ypres, Valenciennes, Saint-Omer, Aire, Maubeuge, Cassel, Condé i Bouchain), a także należący do Habsburgów austriackich Fryburg Bryzgowijski. W zamian uznał jednak stratę Philippsburga na rzecz cesarza, a Hiszpanii zwrócił część najdalej wysuniętych na północ fortec zagarniętych w wyniku wojny dewolucyjnej (m.in. Charleroi, Courtrai i Audenarde); musiał też ewakuować Gandawę i Maastricht. Miał również oddać następcy Karola IV Lotaryńskiego, Karolowi V księstwo Lotaryngii, ale bez Nancy, Longwy i prowadzących przez księstwo traktów komunikacyjnych. Karol V nie zgodził się jednak na objęcie we władanie tak okrojonego księstwa, co Ludwik XIV wykorzystał, by wbrew postanowieniom traktatów pokojowych zatrzymać Lotaryngię pod swoją kontrolą. Ludwik XIV wycofał też swoje poparcie dla sycylijskich powstańców z Mesyny, co umożliwiło Hiszpanom odzyskanie kontroli nad miastem. W 1679 Ludwik XIV zmusił Danię i Brandenburgię do zawarcia pokoju ze Szwecją i do zwrotu Karolowi XI wszystkich terytoriów zagarniętych w toku wojny (m.in. okupowanego przez Brandenburczyków Pomorza Szwedzkiego).
Korzystając z wyczerpania swoich przeciwników długotrwałą wojną na początku lat 80. XVII wieku Ludwik XIV rozpoczął politykę bezkrwawych aneksji na terenie Niemiec, tzw. reunionów. W wyniku tej polityki Francja opanowała m.in. prawie całą Alzację (wraz ze Strasburgiem, obsadzonym przez wojska francuskie w 1681), Montbéliard, część Luksemburga (bez stolicy) i należące do króla Szwecji Księstwo Dwóch Mostów w Palatynacie. Dodatkowo na mocy układu z księciem Mantui załoga francuska w 1681 obsadziła twierdzę Casale w północnych Włoszech, zagrażając kontrolowanemu przez Hiszpanów Księstwu Mediolanu. W 1683 Hiszpania wypowiedziała wojnę Ludwikowi XIV, jednak wojna szybko przybrała dla niej niekorzystny obrót. Jeszcze w tym samym roku wojska francuskie zajęły Courtrai i Dixmunde, oraz spustoszyły dużą część Niderlandów Hiszpańskich; w 1684 Francuzi zajęli miasto Luksemburg, a flota francuska zbombardowała i częściowo spaliła Genuę, która budowała i zbroiła galery dla Hiszpanii. Wojnę zakończył w 1684 rozejm w Ratyzbonie między Francją a Hiszpanią i cesarstwem, na mocy którego Ludwik na okres 20 lat uzyskiwał prawo do zatrzymania terenów anektowanych w ramach polityki reunionów, jak też części zdobyczy ostatniej wojny z Hiszpanią (m.in. miasta Luksemburga). Jednak Ludwik XIV nie porzucił myśli o dalszej ekspansji i powołując się na prawa Elżbiety Charlotty z Palatynatu (żony Filipa Orleańskiego, młodszego brata Ludwika), wysuwał w jej imieniu roszczenia do części Palatynatu. Jego przeciwnicy w 1686 zawiązali Ligę Augsburską, w celu powstrzymania dalszej ekspansji Francji.

## Wojna z Ligą Augsburską

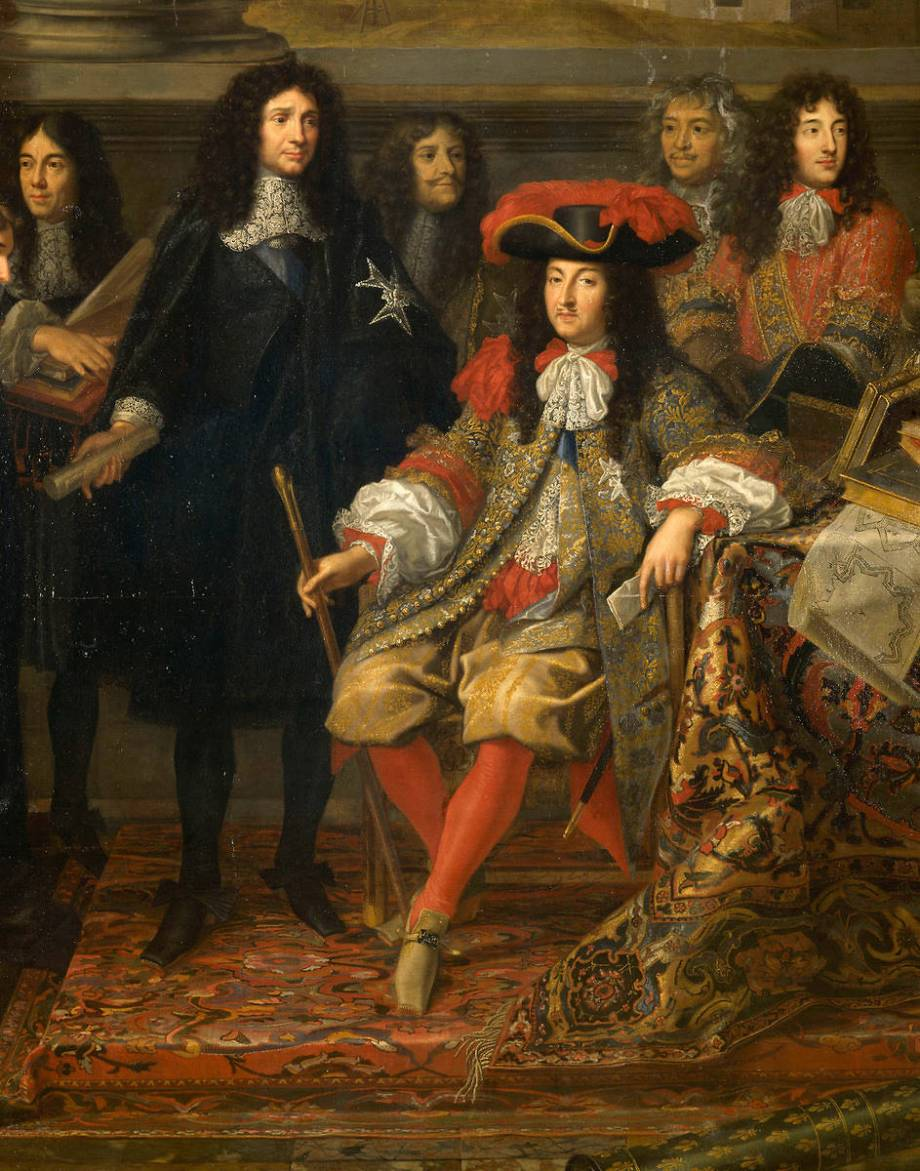
Portret Ludwika XIV i Colberta pędzla Charlesa le Brun

Bezpośrednią przyczyną wybuchu wojny Francji z Ligą Augsburską był spór wokół obsady stanowiska arcybiskupa Kolonii. Ludwik liczył początkowo, że w toku krótkiej kampanii uda mu się zastraszyć państwa niemieckie, aby obsadzić arcybiskupstwo Kolonii swoim kandydatem oraz wymusić trwałe uznanie dotychczasowych zdobyczy Francji. W tym celu w 1688 wprowadził swoje wojska do Palatynatu; Francuzi obsadzili m.in. Philippsburg, Moguncję, Wormację, Kaiserslautern, Spirę, Heidelberg i Mannheim, a także zbombardowali Koblencję; okupowany był też papieski Awinion. W odpowiedzi do wojny z Francją przystąpił cesarz Leopold I i liczne małe państwa niemieckie, w tym Brandenburgia, Bawaria, Saksonia, Hanower i Hesja-Kassel. Gdy rodziła się szeroka koalicja przeciwko Ludwikowi XIV, w Anglii w wyniku tzw. chwalebnej rewolucji obalony został sojusznik Ludwika, król Jakub II; koronę angielską zdobył Wilhelm III Orański, jako mąż Marii, córki Jakuba II.

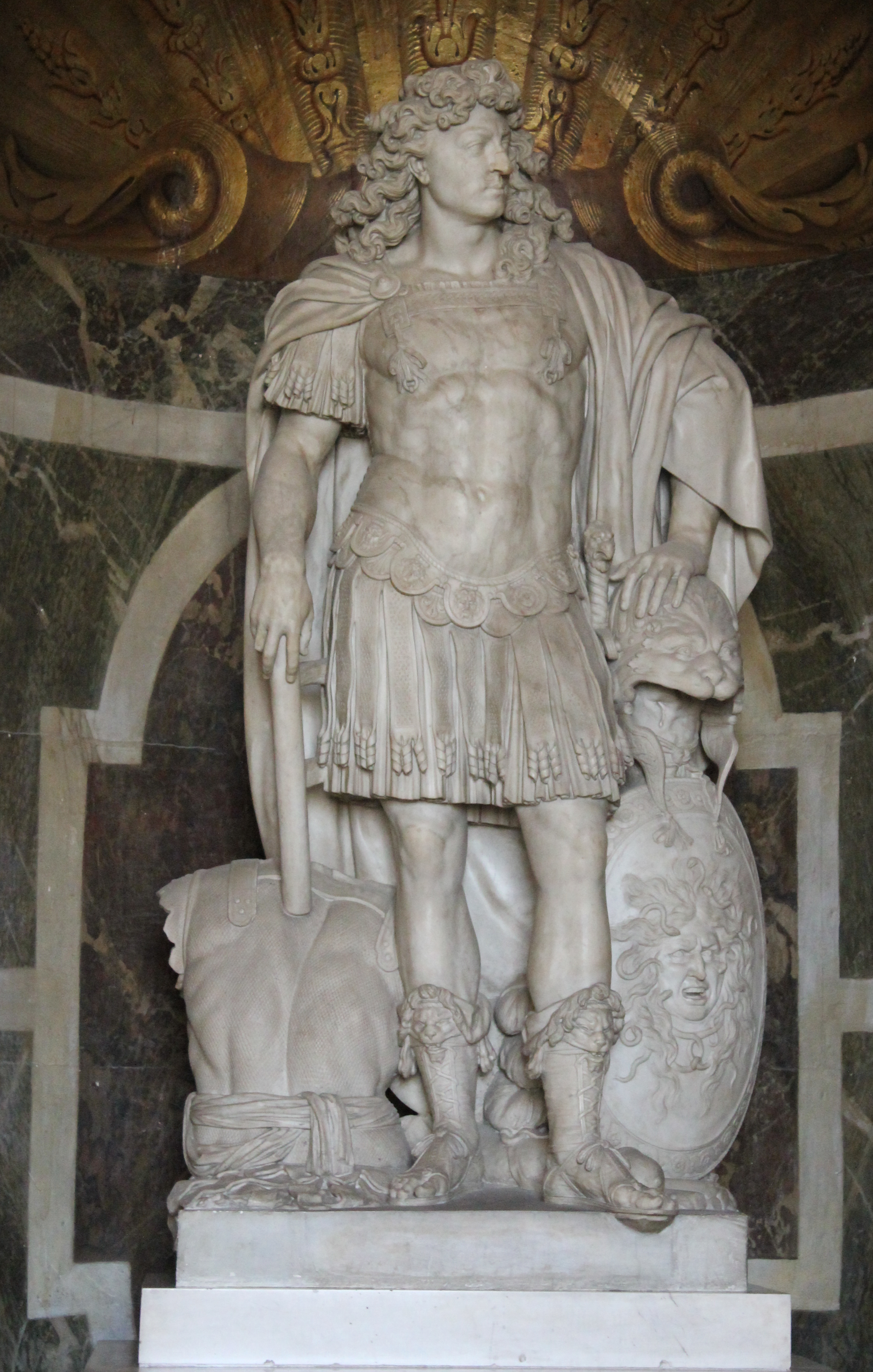
Ludwik XIV jako cesarz

W 1689 Wilhelm Orański jako król Anglii i stadhouder Holandii formalnie przystąpił do wojny przeciwko Ludwikowi XIV. Do 1690 do wojny z Francją przystąpiły jeszcze Hiszpania i Sabaudia. Jedynymi sprzymierzeńcami Ludwika XIV w tej wojnie byli irlandzcy i szkoccy (z Highlands) powstańcy, występujący w obronie praw Jakuba II a przeciwko Wilhelmowi Orańskiemu. Jednak wojna w Irlandii w wyniku klęsk stronników Jakuba II w bitwach nad Boyne i pod Aughrim zakończyła się zwycięstwem Wilhelma Orańskiego, który podporządkował sobie Irlandię, a Jakub II musiał emigrować do Francji. Także stronnicy Jakuba w Szkocji zostali ostatecznie pokonani w pierwszych latach wojny, w bitwie pod Cromdale w 1690. W 1692 flota angielsko-holenderska pokonała flotę francuską w bitwie pod La Hogue, ostatecznie uniemożliwiając Ludwikowi XIV jakiekolwiek próby inwazji na Wyspy Brytyjskie w celu przywrócenia Jakuba II na tron angielski. Więcej sukcesów odniosła Francja w wojnie w kontynentalnej Europie. W 1689 wojska francuskie ewakuowały okupowane tereny w Palatynacie, przy okazji pustosząc je, aby uniemożliwić armiom koalicji wyżywienie się na tych terenach i tym samym utrudnić im ewentualny atak na Francję. W 1690 Francuzi pokonali armię koalicji w bitwie pod Fleurus, w 1691 zajęli Mons, w 1692 Namur, oraz pokonali wojska koalicji w bitwie pod Steenkerque, a w 1693 – w bitwie pod Neerwinden. Jednak w 1695 koalicji antyfrancuskiej udało się odzyskać Namur. W 1696 udało się Ludwikowi XIV zawrzeć osobny pokój z Sabaudią; Ludwik oddał Sabaudii Pinerolo oraz zrzekł się prawa do utrzymywania załogi w Casale Monferrato, ale dzięki temu mógł przerzucić żołnierzy wcześniej walczących we Włoszech na front w Niderlandach Hiszpańskich. Duże sukcesy odnosili Francuzi w Katalonii, gdzie w 1697 udało im się nawet zdobyć Barcelonę. Działania wojenne toczyły się również w koloniach w Ameryce Północnej (patrz: wojna króla Wilhelma).
Ostatecznie w toku dziewięcioletniej wojny żadnej ze stron nie udało się całkowicie pokonać strony przeciwnej; wyczerpani przeciwnicy ostatecznie zawarli w 1697 pokój w Ryswick. Ludwik XIV nie tylko nie zatrzymał zdobyczy tej wojny, ale też zwrócił większość terenów zajętych po pokoju w Nijmegen, a nawet zrzekł się Breisach i Fryburga Bryzgowijskiego na prawym brzegu Renu; niemniej zatrzymał jeden z najważniejszych „reunionów” – Alzację ze Strasburgiem. Wreszcie oddał też Lotaryngię następcy Karola V, Leopoldowi I Józefowi; uznał także Wilhelma III Orańskiego królem Anglii. Dodatkowo Holandia uzyskała prawo utrzymywania swoich garnizonów w łańcuchu fortec położonych na terenie Niderlandów Hiszpańskich, tworząc barierę ochronną przed wojskami Francji.

## Ekspansja kolonialna

Ludwik XIV

Wszystkie te wojny bardzo wiele Francję kosztowały. Również kosztowna była ekspansja kolonialna Francji, przy czym zamorskie posiadłości francuskie znacząco powiększyły się za panowania Ludwika XIV, między innymi o zachodnią część wyspy Haiti (dzisiejsze państwo Haiti) na Karaibach (formalnie Hiszpanie zrzekli się tych terenów na rzecz Francji na mocy traktatu z Ryswick). Wcześniej, w toku wojny z Holandią z lat 1672–1678, Francuzi opanowali część holenderskich posiadłości zamorskich – wyspę Tobago na Karaibach oraz część holenderskich faktorii w zachodniej Afryce, w tym wyspę Gorée na obszarze dzisiejszego Senegalu (opanowana w 1677); te nabytki francuskie zostały zatwierdzone traktatem pokojowym w Nijmegen. Zreformowana została administracja Nowej Francji, francuskich posiadłości na terytorium dzisiejszej Kanady, intensywnie też kolonizowano ten obszar (pod koniec XVII wieku w Nowej Francji żyło już 15 000 Francuzów). W 1682 René-Robert Cavelier de La Salle popłynął w dół rzeki Missisipi, docierając do Zatoki Meksykańskiej, i objął nowo odkryte ziemie w posiadanie Francji, nadając im na cześć Ludwika XIV (fr. Louis) nazwę Luizjana. Jednak dopiero w 1699 Pierre Le Moyne d’Iberville założył pierwszą stałą francuską kolonię na terenie Luizjany. Francuzi założyli też swoje faktorie w Indiach, m.in. w Chandernagor i Pondichérry.

## Ostatnie lata i dziedzictwo
Wojny prowadzone przez Ludwika XIV przyczyniły się w dużym stopniu do głębokiego kryzysu gospodarczego, który dotknął Francję w okresie ostatnich kilkunastu lat jego panowania. Do załamania gospodarczego przyczyniły się także nieurodzaje, w związku z żywiołowymi katastrofami, które nawiedziły rolnictwo Francji w 1709 i kilku latach następnych. Kryzys był bardzo dotkliwy, przejawił się głównie w spadku produkcji żywności i wielkiej pauperyzacji ludności, co spowodowało klęskę głodu, jaka ogarnęła całe regiony kraju.

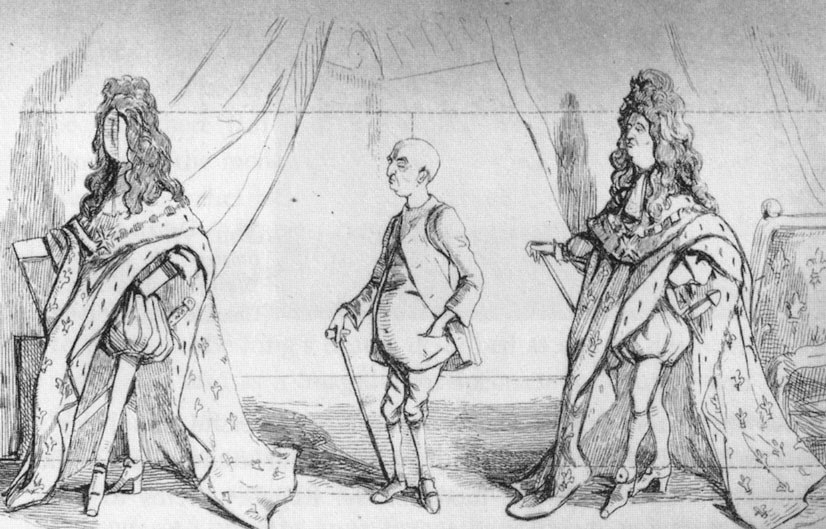
XIX-wieczna karykatura pt. Co czyni królem?

Król Ludwik XIV zmarł w 1715, pozostawiając po sobie wielkie, zmodernizowane państwo o scentralizowanej, absolutystycznej władzy królewskiej, będące wzorem dla wielu innych państw Europy, mimo przejściowego krachu gospodarki i finansów królestwa. Zaś francuski dwór w Wersalu stał się salonem mody i etykiety. Bardzo rozbudował się Paryż, osiągając ponad ćwierć miliona mieszkańców i uzyskując nowe eleganckie dzielnice, place, bulwary, mosty, parki oraz liczne obiekty architektoniczne. Odtąd na wiele stuleci stolica Francji stała się równocześnie architektoniczną i kulturalną stolicą całej Europy, zaś język francuski stał się językiem dyplomacji i arystokracji europejskiej.
Król-Słońce Ludwik XIV był najdłużej panującym monarchą europejskim, bo aż 72 lata (wliczając okres regencji). W gmachu władzy absolutnej, stworzonej przez jego pradziadka, zaistniały rysy, które (w miarę ich powiększania) zaowocowały wybuchem rewolucji 74 lata później. Po nim na tronie francuskim zasiadł jego prawnuk Ludwik XV (1715-1774).

## Rodzina

### Wywód przodków
| Prapradziadkowie                            | Karol IV de Bourbon-Vendôme (1489–1537) ∞1513 Franciszka d’Alençon (1490–1550)           | król Nawarry Henryk II d’Albret (1503–1555) ∞1526 Małgorzata d’Angoulême (1492–1549)     | Cosimo de’ Medici (1519–1574) ∞1539 Eleonora di Toledo (1522–1562)           | cesarz rzymski Ferdynand I Habsburg (1503–1564) ∞1521 Anna Jagiellonka (1503–1547) | cesarz rzymski Ferdynand I Habsburg (1503–1564) ∞1521 Anna Jagiellonka (1503–1547)  | Albert V Wittelsbach (1528–1579) ∞1549 Anna Habsburg (1528–1590)                    | cesarz rzymski Karol V Habsburg (1500–1558) ∞1526 Izabela Aviz (1503–1539)          | cesarz rzymski Maksymilian II Habsburg (1527–1576) ∞1548 Maria Habsburg (1528–1603) |
| Pradziadkowie                               | król Nawarry Antoni de Bourbon-Vendôme (1518–1562) ∞1548 Joanna III d’Albret (1528–1572) | król Nawarry Antoni de Bourbon-Vendôme (1518–1562) ∞1548 Joanna III d’Albret (1528–1572) | Franciszek de’ Medici (1541–1587) ∞1565 Joanna Habsburg (1547–1578)          | Franciszek de’ Medici (1541–1587) ∞1565 Joanna Habsburg (1547–1578)                | Karol Styryjski (1540–1590) ∞1571 Maria Anna Wittelsbach (1551–1608)                | Karol Styryjski (1540–1590) ∞1571 Maria Anna Wittelsbach (1551–1608)                | król Hiszpanii Filip II Habsburg (1527–1598) ∞1570 Anna Habsburg (1549–1580)        | król Hiszpanii Filip II Habsburg (1527–1598) ∞1570 Anna Habsburg (1549–1580)        |
| Dziadkowie                                  | król Francji Henryk IV Wielki (1553–1610) ∞1600 Maria Medycejska (1575–1642)             | król Francji Henryk IV Wielki (1553–1610) ∞1600 Maria Medycejska (1575–1642)             | król Francji Henryk IV Wielki (1553–1610) ∞1600 Maria Medycejska (1575–1642) | król Francji Henryk IV Wielki (1553–1610) ∞1600 Maria Medycejska (1575–1642)       | Małgorzata Habsburg (1594–1611) ∞1599 król Hiszpanii Filip III Habsburg (1578–1621) | Małgorzata Habsburg (1594–1611) ∞1599 król Hiszpanii Filip III Habsburg (1578–1621) | Małgorzata Habsburg (1594–1611) ∞1599 król Hiszpanii Filip III Habsburg (1578–1621) | Małgorzata Habsburg (1594–1611) ∞1599 król Hiszpanii Filip III Habsburg (1578–1621) |
| Rodzice                                     | król Francji Ludwik XIII (1601–1643) ∞1615 Anna Habsburg (1601–1666)                     | król Francji Ludwik XIII (1601–1643) ∞1615 Anna Habsburg (1601–1666)                     | król Francji Ludwik XIII (1601–1643) ∞1615 Anna Habsburg (1601–1666)         | król Francji Ludwik XIII (1601–1643) ∞1615 Anna Habsburg (1601–1666)               | król Francji Ludwik XIII (1601–1643) ∞1615 Anna Habsburg (1601–1666)                | król Francji Ludwik XIII (1601–1643) ∞1615 Anna Habsburg (1601–1666)                | król Francji Ludwik XIII (1601–1643) ∞1615 Anna Habsburg (1601–1666)                | król Francji Ludwik XIII (1601–1643) ∞1615 Anna Habsburg (1601–1666)                |
| Ludwik XIV Burbon (1638–1715), król Francji |                                                                                          |                                                                                          |                                                                              |                                                                                    |                                                                                     |                                                                                     |                                                                                     |                                                                                     |

### Małżeństwo i potomstwo

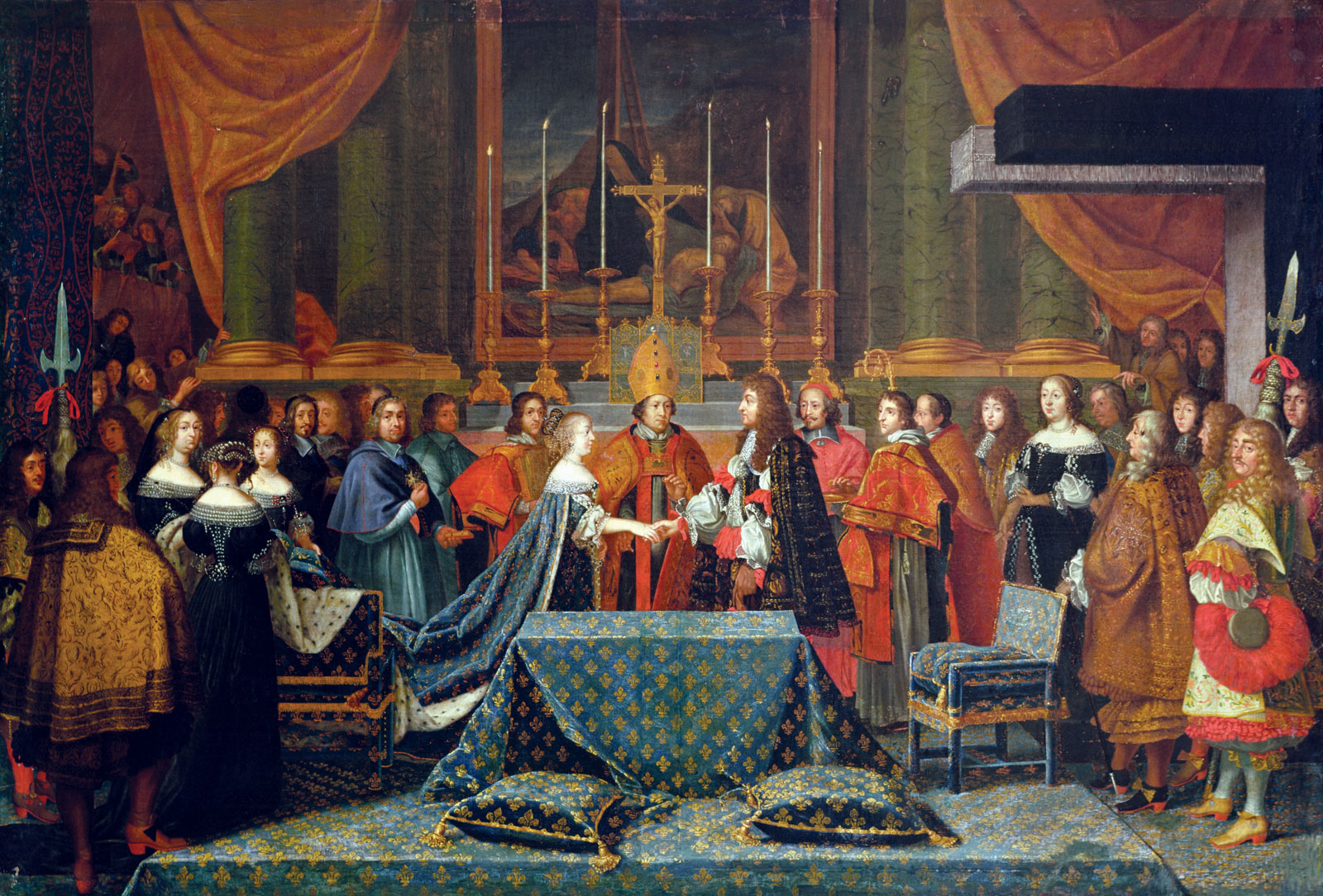
Obraz przedstawiający ślub Marii Teresy z Ludwikiem XIV

W 1660 Ludwik XIV poślubił Marię Teresę Habsburg – córkę króla Hiszpanii, Filipa IV. Para miała 6 dzieci, ale wieku dorosłego dożył tylko jeden syn – Ludwik (zwany Wielkim Delfinem, który jednak zmarł wcześniej od swojego ojca). Ślubne potomstwo Ludwika XIV i jego żony:
- Ludwik, Wielki Delfin (1661–1711),
- Anna Elżbieta (1662),
- Maria Anna (1664),
- Maria Teresa, Mała Dama (1667–1672),
- Filip Karol (1668–1671),
- Ludwik Franciszek (1672).

### Kochanki i potomstwo
Ludwik XIV miał kilkanaście kochanek i 16 lub 17 dzieci przez nie urodzonych (większość z nich oficjalnie uznał).
- Z Catherine Bellier, baronową de Beauvais nie miał potomstwa,
- z Marią Mancini, księżniczką de Collona podobno łączyła go w młodości miłość platoniczna,
- z Anne de Rohan-Chabot, księżniczką de Soubise nie miał potomstwa,
- z Catherine Charlotte de Gramont, księżniczką Monaco nie miał potomstwa,
- z Louise Françoise de la Baume le Blanc, księżną de la Vallière i de Vaujours miał dwoje dzieci, które przeżyły dzieciństwo:
  - Marię Annę, mademoiselle de Blois (1666–1739), późniejszą księżną Conti,
  - Ludwika, hrabiego Vermandois (1667–1683).
- Z Françoise Athénaïs de Rochechouart de Mortemart, markizą de Montespan miał dzieci:
  - Ludwikę Franciszkę (1669–1672),
  - Ludwika Augusta, księcia Maine (1670–1736),
  - Ludwika Cezara, hrabiego Vexin, opata Saint-Germain-des-Prés (1672–1683),
  - Ludwikę Franciszkę, mademoiselle de Nantes (1673–1743), późniejszą księżną de Condé,
  - Ludwikę Marię Annę, mademoiselle de Tours (1674–1681),
  - Franciszkę Marię, mademoiselle de Blois (1677–1749), późniejszą księżną Orleanu,
  - Ludwika Aleksandra, hrabiego Tuluzy (1678–1737).
- Z Marie-Elisabeth, markizą de Ludres, zwaną Isabelle lub de Ludres nie miał potomstwa,
- z Claude de Vin des Œillets, miał jedną córkę:
  - Ludwikę de Maisonblanche (1676–1718),
- z Marie Angélique de Scorailles, księżną de Fontanges nie miał potomstwa,
- z Françoise d’Aubigné, markizą de Maintenon nie miał potomstwa, ale w 1684 ożenił się z nią morganatycznie[2].